# Liste der Monuments historiques in Châtenay-sur-Seine
Die Liste der Monuments historiques in Châtenay-sur-Seine führt die Monuments historiques in der französischen Gemeinde Châtenay-sur-Seine auf.

## Liste der Objekte
| Bezeichnung | Beschreibung           | Standort                        | Kennzeichnung | Schutzstatus | Datum | Bild |
| ----------- | ---------------------- | ------------------------------- | ------------- | ------------ | ----- | ---- |
| Grabplatte  | Stein, 16. Jahrhundert | in der Kirche St-Étienne (Lage) | PM77000346    | Classé       | 1955  |      |